# مربع رقمي مصحح

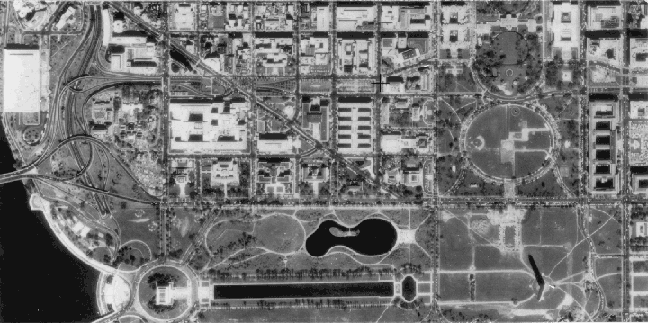
صورة من جزء من مربع رقمي مصحح لواشنطن دي سي.

المربع الرقمي المصحح  (DOQ) عبارة عن تصوير جوي أو صور عبر الأقمار الصناعية تم تصحيحها بحيث تتم محاذاة وحدات البكسل بها مع خطوط الطول وخطوط العرض، ولها منطقة تغطية محددة بشكل دقيق. وهذا يُعد تنسيقًا شائع الابتداع ابتدعته إدارة المسح الجيولوجي في الولايات المتحدة (USGS). ويطلق على تقنية التصحيح اسم تصحيح الصور وهي عبارة عن جزء كبير من التصوير المساحي الضوئي.
وتغطي المربعات الرقمية المصححة التي يتم إنتاجها من خلال إدارة المسح الجيولوجي في الولايات المتحدة مساحة 7.5 دقائق من خطوط الطول في مساحة 7.5 دقائق من خطوط العرض (وهي نفس المساحة التي تتم تغطيتها من خلال الخريطة الطوبوغرافية بمقياس رسم 1:24000، والتي تنتجها إدارة المسح الجيولوجي في الولايات المتحدة، وهي يطلق عليها كذلك اسم مربع) 7,5 دقيقة أو 3.75 دقيقة في 3.75 دقيقة. ويطلق على التنسيق الثاني كذلك اسم المربع الربعي الرقمي المصحح (DOQQ)، لأن كلاً من تلك المربعات يغطي ربع (أربع مربعات ربعية رقمية مصححة بمقياس رسم 1:12,000 - تعرض نفس المساحة التي يعرضها مربع رقمي مصحح واحد بمقياس رسم 1:24,000).

## وصلات خارجية
- U.S. Geological Survey Mapping in the 20th Century: 1980’s - Digital Orthophoto Quadrangles
- Birthplace of the DOQ — USGS Western Region